# 富奥股份
富奥汽车零部件股份有限公司（深交所：000030/200030，简称：富奥股份/富奥B）公司成立于1998年,前身是一汽汽车集团的全资子公司,2007年完成国有企业改制,2013年在中国深圳证券交易所上市。所属公司36家,其中全资分、子公司15家,控股合资公司9家、参股合资公司12家。